# Horace Wells
Horace Wells, född 21 januari 1815 i Hartford, Vermont, död 24 januari 1848, var en amerikansk tandläkare som arrangerade den första dokumenterade tandutdragningen under lustgasbedövning den 11 december 1844 genom att låta en kollega dra ut en av Wells egna tänder efter lustgasinhalation, vilken ledde till att han inte kände någon smärta. Han hade dagen dessförinnan bevistat en förevisning av lustgas, där en person råkade skada sig utan att ha känt smärta och utan att efteråt minnas något av händelsen.
Redan år 1838 hade Wells givit ut en lärobok om tänder, behandling och tandutveckling samt betonat vikten av munhygien inklusive tandborstning, vilket inte var allmänt accepterat på den tiden.
Wells hade troligen en manodepressiv sjukdom med rotlös livsstil som följd och slutade med regelbunden tandläkarverksamhet 1845 för att börja sälja badduschar efter ett eget patent. Han planerade att fara till Paris för att köpa konst för att sälja i USA. 1847 for han till Paris och redogjorde för sin narkosupptäckt inför bland andra Académie Nationale de Médecine.
Wells experimenterade på sig själv med eter och kloroform och under ett kloroformrus på sin 33-årsdag skadade han ett par kvinnor varför han blev fängslad. Några dagar senare begick han självmord i fängelset genom att under kloroformrus skära av sig vänstra lårbensartären. Knappt två veckor tidigare hade Société de Médecine de Paris hedrat honom som den förste som upptäckte och utförde kirurgiska operationer utan att patienten kände smärta. Man hade beslutat att utnämna honom till hedersmedlem och tillägna honom ett medicinskt hedersdoktorat. Hedersbetygelserna nådde aldrig fram till honom innan han dog.